# THE WORLD IS MINE (SPYAIRの曲)
「THE WORLD IS MINE」（ザ・ワールド・イズ・マイン）は、2017年7月29日にソニー・ミュージックアソシエイテッドレコーズからリリースされたSPYAIRの単独野外ライブ「JUST LIKE THIS 2017」での会場限定販売シングルである。

## 概要
SPYAIR初となる会場限定シングル。
表題曲「THE WORLD IS MINE 」は、7月29日山梨・富士急ハイランドコニファーフォレストにて行われる単独野外ワンマンライブ「JUST LIKE THIS 2017」の公式テーマソングとなっている。。カップリングにはDJ和の「JUST LIKE THIS 2015-2016」のライブ音源のノンストップミックスを収録。

## 収録曲
1. THE WORLD IS MINE [4:06]
  - 作詞：MOMIKEN、作曲：UZ、編曲：UZ、tasuku
  - TBS系「CDTV」10月・11月オープニングテーマ
  - 単独野外ライブ「JUST LIKE THIS 2017」公式テーマソング
2. JUST LIKE THIS 2015→16↑↑Non Stop Mix by DJ和
※DJ和によるノンストップミックス
3. THE WORLD IS MINE (inst.)

## 収録アルバム
THE WORLD IS MINE
- 『KINGDOM』（#1）